# Assaigs sobre algunes qüestions disputades en economia política
Assaigs sobre algunes qüestions disputades en economia política (en anglés: Essays on some Unsettled Questions of Political Economy) és una obra de John Stuart Mill publicada el 1844 a Londres. El llibre es compon de cinc assaigs escrits entre el 1829 i el 1830.

## Context
El 1926 J. S. Mill cau en depressió després de desenganyar-se de les idees utilitaristes que fins llavors havien marcat el seu pensament. Aquest desencís el fa molt crític envers totes les doctrines en què s'havia format fins llavors, i cerca inspiració en nous corrents, com ara el socialisme, amb l'acostament als autors que després Marx anomenà "utòpics". Tanmateix, no serà pas fins a Principis d'economia política (1848) quan veritablement es reflectiran aquests influxos del socialisme en la seva obra.
Aquest assaig pertany al que Mill distingeix com a primera etapa en la seua evolució com a economista (o economista polític, llavors). En aquests assaigs, John Stuart fuig dels conceptes filosoficomorals per a arrecerar-se en l'economia i aprofundir en les idees del seu mestre David Ricardo. Els textos són solucions per a alguns problemes tècnics d'aquella època: la distribució dels guanys del comerç internacional, la influència del consum en la producció, les diferències entre el treball productiu i l'improductiu, i les relacions entre els beneficis i l'interés.
L'únic assaig que havia vist la llum prèviament, n'és el cinqué, "Sobre la definició d'economia política, i sobre el mètode de recerca més adequat per a això" publicat el 1836 a Londres, en la <i>Westmister Review</i>. Els altres van romandre inèdits fins al 1844 perquè, segons Stuart Mill, "durant  la suspensió temporal de l'interés públic en la mena de discussió a què corresponen no hi havia al·licient per a publicar-los". John Stuart també explica que fou la publicació de The Budget, pel coronel Robert Torrens, la que creà controvèrsia per a portar a col·lació l'anàlisi de l'economia com a ciència abstracta i la publicació d'aquest llibre.

## Contingut

### "De les lleis de l'intercanvi entre les nacions i la distribució dels guanys del comerç entre els països del món comercial"
És l'assaig més conegut, i s'hi desenvolupa la teoria en matèria de comerç exterior. Parteix dels principis de l'avantatge comparatiu de David Ricardo, per a definir com es captenen els guanys entre països si hi ha comerç internacional. Presenta la teoria de la demanda recíproca, segons la qual la relació real de bescanvi resultant del comerç entre dues nacions dependrà de la demanda de cada país dels productes de l'altre. Tanmateix, no posarà el nom a aquesta teoria de demanda recíproca fins a Principis d'economia política (1948). Durant la digressió per a arribar a aquesta teoria, Stuart Mill també rebutja els aranzels i el proteccionisme en general, i només n'accepta els fiscals o recaptatoris.
Lionel Robbins dirà d'aquest treball que "és la primera presentació sistemàtica de la teoria clàssica del comerç internacional, amb totes les implicacions importants".

#### Aplicacions
Aquesta teoria és la que utilitzà primer Alfred Marshall, i posteriorment Lerner, per a establir l'actual coneguda condició Marshall-Lerner. En aquesta, els economistes desenvolupen a fons les paraules de Stuart Mill matemàticament, i les plasmen en gràfics. Açò es continua estudiant hui en les facultats d'Economia.

### "De la influència del consum sobre la producció"
En aquestes pàgines Stuart Mill delimita la llei de Say. Aquesta teoria econòmica consistia en el fet que l'oferta crea la pròpia demanda i, per tant, la sobreproducció és impossible, és un dels pilars bàsics del pensament clàssic. Si bé, al principi, pot semblar que Mill també defensa aquesta llei  al final del seu plantejament demostra que en certes condicions no té per què complir-se, i la converteix en el que hui coneixem com a identitat de Say. Suart Mill emmarca el seu raonament en un context monetarista. Sosté que en una economia en què els diners no són més que una unitat de compte, és a dir, que no es poden demandar ells mateixos, i per tant, és impossible que n'hi haja un excés de demanda, l'oferta de béns crearà la seua pròpia demanda. Adverteix, però, que en una economia monetària en què els diners sí que tenen demanda pròpia, la proposició de Say no té per què complir-se. L'equilibri entre oferta i demanda agregades passa a ser una mera condició, que pot complir-se o no.
El nivell i perspicàcia de l'estudi de Stuart Mill en aquest assaig i en l'àmbit monetari ha estat lloat per alguns economistes. Gary Becker i William Baumol, a propòsit de la teoria monetària clàssica i arran d'aquest passatge, diuen: "un s'inclina a pensar per què s'ha escrit tota la literatura subsegüent, inclòs aquest article".

### "Sobre les paraulesproductiuiimproductiu"
J. Stuart Mill tracta d'establir les diferències entre les activitats productives i improductives. En aquest estudi, Mill, com l'escola clàssica, rebutja la teoria fisiòcrata de la productivitat exclusiva de l'agricultura. Diu que se'n pot aplicar la diferenciació no sols al treball, sinó també al capital i a la despesa. Afirma que qualsevol activitat que tinga com a primer objectiu la satisfacció immediata és improductiva. Planteja que el criteri de la productivitat rau en la producció de capital -en el més ampli sentit del mot- i per tant, de la creació de "fonts de gaudi". El treball productiu produeix béns tangibles, mentre que l'improductiu d'intangibles.
| «                  | La finalitat cap a la qual s'orienta el treball i la despesa és doble. A voltes es tracta del gaudi immediat, l'acompliment dels desigs la gratificació dels quals es desitja per si mateixa. Sempre que el treball o la despesa no s'efectuen immediatament amb vista al gaudi, i no siguen absolutament malbaratats, es consideraran l'objectiu del plaer mediat o indirecte, per a reparar i perpetuar, o per a ampliar les fonts permanents del gaudi. | » |
| — John Stuart Mill | |   |

### "Sobre els beneficis i l'interés"
Per al quart assaig, S. Mill torna al terreny ricardià i intenta esclarir les qüestions de la distribució de la renda i els costos de producció. Després d'alguns acostaments des de l'òptica dels diners, dels mercats i la competitivitat, o l'estalvi, l'economista britànic arriba al concepte de cost de producció dels  sous. En aquesta teoria, Mill explica que els beneficis d'una empresa poden augmentar, o reduint els sous, o reduint els costos de producció. Aquesta idea de diferenciar clarament entre el valor del treballador i el dels béns que aquest empra ha estat molt assenyalada pels economistes. Les seues semblances amb les idees de Marx, del que ell denominava plusvàlua absoluta i relativa, i que exposa en el seu llibre El capital, són inqüestionables.

### "Sobre la definició d'economia política, i sobre el mètode de recerca més adequat"
En el cinqué assaig, John Stuart Mill aborda la metodologia en la ciència econòmica. Defensa l'existència d'unes lleis de l'economia que són "les lleis dels fenòmens socials que deriven de les operacions combinades dels éssers humans per a produir riquesa en la mesura en què aquests fenòmens no resulten modificats per la persecució de cap altre objectiu". Aquesta definició està en la línia del que, més tard, Alfred Marshall encunyaria com a condició ceteris paribus en l'economia neoclàssica.
Suart Mill defensa en aquest assaig el pensament deductiu, abstracte, i a priori. Tanmateix, tot i reconéixer la utilitat de la teoria, adverteix del risc d'abusar de l'ús de models teòrics massa simplificats, ja que la finalitat darrera n'és l'aplicació a l'economia real amb mesures de política econòmica. Això és el que posteriorment Joseph Schumpeter denominaria "vici ricardià".